# Guy Bois
Pour les articles homonymes, voir Bois.
Guy Bois, né le 25 décembre 1934 à Fès et mort le 8 juin 2019 à Antony, est un historien français. Médiéviste, il est connu pour ses contributions à l'histoire du féodalisme.

## Biographie
Fils d'un haut fonctionnaire colonial, il grandit à Rabat avant de monter à Paris pour faire Sciences Po (1956) puis passer l'Agrégation d'histoire (1959). Après avoir obtenu son doctorat d'État en 1973 avec une thèse consacrée à la crise du féodalisme dans la Normandie de la fin du Moyen Âge, il devient maître de conférences puis professeur d'histoire médiévale à l'Université de Franche-Comté, avant d'occuper la même fonction de professeur à l'université Paris VII (1988-1997).
Marxiste, l'histoire qu'il développe s'inscrit dans le courant du matérialisme historique. Il travaille sur les questions économiques, sociales et démographiques de l'époque médiévale, traitant dans ses ouvrages de la crise du féodalisme (terme compris dans son acception marxiste), étudiée de façon quantitative, ainsi que de la mutation de l'an mil,. Il a été membre du Centre d'Études et de Recherches Marxistes dès sa création en 1960 est président de la Société d'étude du féodalisme (en 1990). 
Guy Bois propose une reformulation du matérialisme historique dans son livre de 1989 : « le travail des hommes, sous tous ses aspects, est au cœur de leur histoire », il n’en reste pas moins, écrit Guy Bois que « la signification la plus fondamentale de la révolution de l’an Mil (...) est d’abord mutation sociale et mentale ». Il s’agit dès lors de dépasser le seul jeu du « mode de production, de ses contradictions et de la lutte de classe » (p. 259). Guy Bois est ainsi connu pour l’invention d’un syntagme à visée péjorative, « marxisme, politique ». Il reproche, en effet, à certains théoriciens et historiens de développer une « vision mythique de la lutte de classe », alors qu’en réalité : « Les esclaves n’ont pas renversé le système antique. Leur lutte de classe a surtout consisté à consolider pas à pas leur promotion et à s’intégrer dans le « peuple chrétien ». Inversement, la paysannerie libre n’avait pas pour objectif de mettre à bas l’ordre antique, mais son dynamisme a grandement contribué à l’ébranler. De même, l’aristocratie quand elle participe au démantèlement de l’État ». Ellen Meiskins Wood a fièrement retourné le stigmate apposé par Guy Bois en se définissant comme « « marxiste politique ». Mais, à bien lire la définition qu’elle donne de sa position, on a vraiment du mal à comprendre en quoi elle se distingue vraiment de Guy Bois qui, comme elle, « prenait au sérieux la proposition sur laquelle la production est un phénomène social ». En lieu et place de considérations méthodologiques peu appropriées, la question est  : comme « marxiste politique », Ellen Meiskins Wood fait-elle vraiment ce qu’elle dit ? Dit-elle vraiment ce qu’elle fait ? 
Membre du PCF à partir de 1954 et de l'Union des étudiants communistes à partir de 1956, il y occupe des fonctions nationales, ainsi qu'au SNESup. Conseiller municipal d'Antony (1977-1983), il est exclu du PCF en mars 1981 en raison de son refus de l'abandon par la direction de la stratégie de Programme commun avec le PS .

## Publications
(en français)
- Bois, Guy, Crise du féodalisme, Références (Presses de la Fondation nationale des sciences politiques), 2 (Paris: Presses de la Fondation nationale des sciences politiques, 1981),  (ISBN 2724604539) [première édition: Crise du féodalisme: économie rurale et démographie en Normandie orientale du début du XIVe siècle au milieu du XVIe siècle, Cahiers de la Fondation nationale des sciences politiques, 202 (Paris: Presses de la Fondation nationale des sciences politiques, 1976),  (ISBN 2724603656)
- Bois, Guy, Ouvrons la fenêtre, camarades!, Maspéro, 1979 (avec Étienne Balibar, Georges Labica et Jean Pierre Lefebvre)
- Bois, Guy, La mutation de l'an mil. Lournand, village mâconnais de l'Antiquité au féodalisme (Paris: Fayard, 1989)[11]
- Bois, Guy, La grande dépression médiévale: XIVe – XVe siècles: le précédent d'une crise systémique (Paris: Presses Universitaires de France, 2000),  (ISBN 2130508979)
- Bois, Guy, Une nouvelle servitude: essai sur la mondialisation (François-Xavier de Guibert, 2003),  (ISBN 978-2-86839-839-0)

(en anglais)
- Bois, Guy, The Crisis of Feudalism: Economy and Society in Eastern Normandy c.1300-1550 (Cambridge: Cambridge University Press, 1984)
- Bois, Guy, The Transformation of the Year One Thousand: The Village of Lournand from Antiquity to Feudalism, trans. by Jean Birrell (Manchester: Manchester University Press, 1992),  (ISBN 0719035651), 071903566X.

## Sources
- Notice sur Guy Bois dans  Le Maitron: https://maitron.fr/spip.php?article17058.